# Aspidiphorus confusus
Aspidiphorus confusus is een keversoort uit de familie slijmzwamkevers (Sphindidae). De wetenschappelijke naam van de soort werd in 1902 gepubliceerd door Edmund Reitter.